# 1218

## Události
- Začátek obléhání Damietty počas 5. křižácké výpravy

## Narození
Česko
- ? – Vítek z Hradce, olomoucký kastelán († 1259)

Svět
- 1. května – Rudolf I. Habsburský, císař Svaté říše římské († 15. července 1291)
- 17. července – Trần Thái Tông, vietnamský císař († 17. června 1277)
- ? – Lý Chiêu Hoàng, vietnamská císařovna († 1278)

## Úmrtí
- 10. ledna – Hugo I., kyperský král (* 1194/1195)
- 6. května – Tereza Portugalská, dcera portugalského krále Alfonse I. (* 1157)
- 19. května – Ota IV. Brunšvický, císař Svaté říše římské (* 1175/1176)
- 25. června – Simon IV. z Montfortu, hrabě z Montfortu a Leicestru, účastník křížové výpravy (* cca 1165)
- ? – Franca Visalta, cisterciácká abatyše, katolická světice (* 1170)

## Hlava státu
- České království – Přemysl Otakar I.
- Svatá říše římská – Fridrich II.
- Papež – Honorius III.
- Anglické království – Jindřich III. Plantagenet
- Francouzské království – Filip II. August
- Polské knížectví – Lešek I. Bílý
- Uherské království – Ondřej II.
- Latinské císařství – Jolanda
- Nikájské císařství – Theodoros I. Laskaris